# Pseudoluperus cyanellus
Pseudoluperus cyanellus är en skalbaggsart som först beskrevs av Horn 1895.  Pseudoluperus cyanellus ingår i släktet Pseudoluperus och familjen bladbaggar. Inga underarter finns listade i Catalogue of Life.